# Rhinella azarai
El sapito de Azara (Rhinella azarai), es una especie de anfibio perteneciente a la familia Bufonidae. Se lo encuentra en el sector norte del cono sur de Sudamérica.

## Publicación original
En el año 1965 el herpetólogo argentino José María Gallardo describe para la ciencia este taxón, originalmente como una subespecie de Bufo granulosus: Bufo granulosus azarai Gallardo, 1965.
El holotipo es: BMNH 1955.1.5.47. La localidad tipo es: "Primavera, departamento Alto Paraguay, Paraguay".
Para el año 2011 este taxón tiene una categoría superior, es decir, especie: Rhinella azarai Narvaes & Rodrigues, 2009, Arq. Zool., São Paulo, 40: 29. 

## Distribución
Se lo encuentra, desde los 75 hasta los 400 m s. n. m.,  en Brasil en el estado de Mato Grosso del Sur; en Paraguay; y en la Argentina, en las provincias de: Misiones en el sur, y el nordeste de la Corrientes.

## Características
Para su protección, cava con sus patas posteriores cuevas en el suelo.

## Hábitat
Sus hábitats naturales son matorrales y selvas subtropicales húmedas, sabanas húmedas, o inundadas de tierras bajas, y pantanos de agua dulce temporarios.

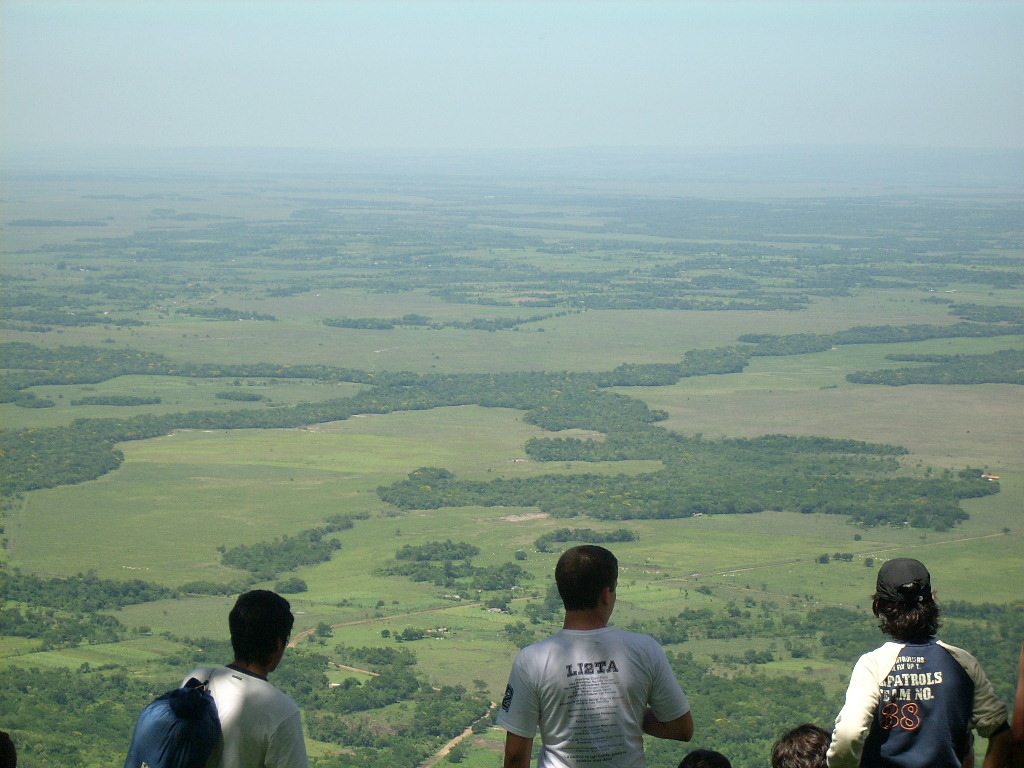
El ambiente en que vive esta especie, en el Paraguay.

## Costumbres
Se alimenta de insectos, arácnidos, moluscos, y crustáceos.

## Reproducción
En la temporada cálida, luego de fuertes lluvias, los machos cantan semisumergidos en lagunas permanentes o semipermanentes; en el fondo de estas, las hembras depositan sus huevos en ristras gelatinosas.

## Conservación
Sufre una alta mortandad a causa de aplastamientos por automóviles. Si bien podrían estar afectándolo la contaminación de los humedales causada por el escurrimiento de agroquímicos, vertidos industriales, y de asentamientos humanos, aún son amenazas localizadas.